# 杜伊诺-奥里西纳
杜伊诺-奥里西纳（義大利語：Duino-Aurisina），是意大利的里雅斯特省的一个市镇。总面积45.17平方公里，人口8675人，人口密度192.1人/平方公里（2009年）。ISTAT代码为032001。